# Galápagospurperzwaluw
De galápagospurperzwaluw (Progne modesta) is een zangvogel uit de familie Hirundinidae (zwaluwen). Het is een bedreigde, endemische vogelsoort op de Galapagoseilanden. De vogel werd verzameld tijdens de tweede reis om de wereld van de HMS Beagle (1820), waar Charles Darwin aan deelnam. De vogel werd in 1837 door John Gould geldig beschreven in het wetenschappelijk verslag van deze reis: The zoology of the voyage of H.M.S. Beagle.

## Kenmerken
De vogel is 15 cm lang en egaal donker gekleurd. Het mannetje is staalblauw en de staart en vleugels zijn bijna zwart. Het vrouwtje is van boven doffer gekleurd en is van onder donkerbruin.

## Verspreiding en leefgebied
Deze soort is endemisch op de Galapagoseilanden die in het midden en het zuiden van de archipel liggen, dit zijn: Fernandina, Isabela, Santiago, Pinzon, Daphne, Santa Cruz, Santa Fé, San Cristóbal, Española,  Baltra en Seymour Norte.
De vogel is standvogel en wordt waargenomen boven beboste gebieden, langs kusten met mangrovebos en rondom heuveltoppen tot op 970 m boven zeeniveau. Op het eiland Isabela wordt de vogel ook foeragerend rond huizen gezien, maar uit onderzoek dat in 2005 werd gepubliceerd blijkt dat de vogel de voorkeur heeft voor hoog gelegen rotswanden. Deze zwaluw broedt in holen en rotsspleten.

## Status
De galápagospurperzwaluw heeft een beperkt verspreidingsgebied en daardoor is de kans op uitsterven aanwezig. De grootte van de populatie werd in 2016 door BirdLife International ruw geschat op 250 tot 1000 individuen en de populatie-aantallen nemen voortdurend af. De oorzaken van deze achteruitgang zijn slecht bekend. Waarschijnlijk zijn invasieve soorten zoals de parasitaire vlieg Philornis downsi een belangrijke oorzaak, zo ook andere nestpredatoren zoals de zwarte rat. Om deze redenen staat deze soort als bedreigd op de Rode Lijst van de IUCN.